# Paulo Brossard
Paulo Brossard de Souza Pinto (Bagé, 23 de outubro de 1924 – Porto Alegre, 12 de abril de 2015) foi um jurista, advogado, magistrado, professor, agropecuarista e político brasileiro com atuação no Rio Grande do Sul, estado pelo qual foi eleito deputado estadual, deputado federal e senador, ocupando posteriormente os cargos de ministro da Justiça e ministro do Supremo Tribunal Federal.

## Formação
Filho do comerciante português Francisco de Souza Pinto e da filha dum uruguaio de ascendência suíça Alila Brossard de Souza Pinto. Formado em Direito pela Faculdade de Direito da Universidade Federal do Rio Grande do Sul em 1947 e lá também obteve o título de especialista em Direito Civil e Direito Constitucional em 1952. Antes de optar pela política ministrou aulas na Faculdade de Direito da Pontifícia Universidade Católica do Rio Grande do Sul.

## Carreira política
Defensor convicto do parlamentarismo aproximou-se de Raul Pilla foi eleito deputado estadual pelo PL em 1954, 1958 e 1962. No início do  Regime Militar de 1964 era secretário da Justiça do governo no Rio Grande do Sul. Filiou-se ao MDB e foi eleito deputado federal em 1966. Candidato a senador em 1970, foi preterido em favor de Daniel Krieger e Tarso Dutra, candidatos da ARENA. Derrotado nas urnas por trinta mil votos, foi expulso da Universidade e retornou à advocacia em Porto Alegre.
Eleito senador em 1974 com 485 mil votos de vantagem, foi primeiro vice-presidente nacional do MDB (1975-1979) e em 1978 foi candidato a vice-presidente da República na chapa do General Euler Bentes Monteiro sendo derrotados no Colégio Eleitoral pelo General João Figueiredo e por Aureliano Chaves, candidatos da ARENA, por 355 votos a 266. A seguir foi líder da bancada no Senado Federal (1978-1980) posto mantido quando criaram o PMDB. Em 1982 foi derrotado por Carlos Chiarelli (PDS) ao tentar a reeleição.
Escolhido consultor-geral da República pelo presidente José Sarney, foi posteriormente nomeado ministro da Justiça até deixar o cargo em virtude de sua escolha para ministro do Supremo Tribunal Federal em 1989 o que lhe valeu um assento no Tribunal Superior Eleitoral corte da qual foi eleito presidente em 1992 e nessa condição comandou a realização do plebiscito sobre a forma e o sistema de governo do Brasil em 21 de abril do ano seguinte conforme previa a Constituição de 1988. Aposentou-se do Supremo Tribunal Federal em 1994.

## Livros
- O impeachment: aspectos da responsabilidade política do presidente da república, 1965
- O Preço oculto da gasolina e mais derivados do petróleo, 1980
- Subsídios Incalculáveis Favores Perigosos, 1980